# ريديك موس
ريديك موس (مواليد 11 أكتوبر 1989) هو مصارع محترف أمريكي ،يعمل حالياً في دبليو دبليو إي حيث يصارع في عرض راو.

## وصلات خارجية
- ريديك موس على موقع دبليو دبليو إي (الإنجليزية)
- ريديك موس على موقع WrestlingData.com (الإنجليزية)
- ريديك موس على موقع CageMatch worker (الإنجليزية)
- ريديك موس على موقع عالم المصارعة على الإنترنت (الإنجليزية)